# How I Met Your Father
How I Met Your Mother
How I Met Your Father, ou Comment je l'ai rencontré au Québec, est une série télévisée américaine en trente épisodes d'environ 25 minutes créée par Isaac Aptaker et Elizabeth Berger diffusée entre le 18 janvier 2022 et le 11 juin 2023 sur la plateforme Hulu. Il s'agit d'une série dérivée de How I Met Your Mother, série culte des années 2000 diffusée entre 2005 et 2014 sur le réseau CBS.
Au Canada et dans les pays francophones, la série sera diffusée à partir du 11 mai 2022 sur la plateforme Disney+, via la chaine virtuelle Star.

## Synopsis
En 2050, Sophie, mère de famille, raconte à son fils comment elle a rencontré son père, en se remémorant sa jeunesse dans les années 2020 avec sa bande d'amis.

## Distribution

### Acteurs principaux
- Hilary Duff (VF : Julie Turin) : Sophie Tompkins
  - Kim Cattrall (VF : Micky Sébastian) : Sophie en 2050
- Chris Lowell (VF : Donald Reignoux) : Jesse Walker
- Francia Raisa (VF : Marie Tirmont) : Valentina Morales
- Tom Ainsley (VF : Stanislas Forlani) : Charlie Winthrop
- Tien Tran (en) (VF : Natacha Muller) : Ellen Gilbert
- Suraj Sharma (VF : Pascal Nowak) : Sid

### Acteurs récurrents
Introduits lors de la première saison
- Daniel Augustin (VF : Alex Fondja) : Ian
- Josh Peck (VF : Emmanuel Garijo) : Drew Rubin
- Ashley Reyes (VF : Kahina Tagherset) : Hannah
- Leighton Meester (VF : Emmanuelle Bodin) : Meredith
- Stony Blyden : Jasper
- Aby James (VF : Cindy Lemineur) : Rachel
- Paget Brewster (VF : Laurence Bréheret) : Lori

Introduits lors de la deuxième saison
- Mark Consuelos (VF : Laurent Maurel) : Juan Morales, le père de Valentina
- Constance Marie : Raquel, la mère de Valentina
- Meghan Trainor : Ramona
- Clark Gregg (VF : Nicolas Marié) : Nick, le père de Sophie
- John Corbett (VF : Jean-François Aupied) : Robert McGuire
- Michael Cimino (VF : Thomas Sagols) : Swish
- Meaghan Rath : Parker

### Invités deHow I Met Your Mother
- Kyle MacLachlan (VF : Philippe Roullier) : le capitaine George Van Smoot
- Laura Bell Bundy (VF : Delphine Braillon) : Becky
- Cobie Smulders (VF : Valérie Nosrée) : Robin Scherbatsky
- Neil Patrick Harris (VF : François Pacôme) : Barney Stinson
- Alexis Denisof (VF : Jean-Philippe Desrousseaux) : Sandy Rivers, présentateur du journal

 Source et légende : version française (VF) sur RS Doublage

## Production

### Genèse et développement
En 2013, CBS et 20th Television développent le pilote d'un spin-off de How I Met Your Mother intitulé How I Met Your Dad (en). Cependant, le résultat n'est pas jugé concluant par 20th Television et le projet est abandonné. En décembre 2016, Isaac Aptaker et Elizabeth Berger sont chargés d'écrire une nouvelle version, retitrée How I Met Your Father, avec Carter Bays et Craig Thomas comme producteurs délégués. Il est cependant annoncé plus tard, qu'après avoir signé de nouveaux contrats avec la 20th Century Fox Television, Isaac Aptaker et Elizabeth Berger viennent d'être promus producteurs exécutifs et show runners de This Is Us. Le projet du spin-off est alors mis de côté jusqu'à nouvel ordre.
En août 2017, Dana Walden (président de la Fox) révèle que 20th Television travaille sur une nouvelle version du spin-off. Il est ensuite annoncé qu'Alison Bennett écrira un nouveau scénario. Carter Bays et Craig Thomas sont toujours attachés à la production. Mais cette nouvelle version ne se concrétise pas davantage.
En avril 2021, Hulu commande dix épisodes de How I Met Your Father. Isaac Aptaker et Elizabeth Berger officient comme créateurs, scénaristes et producteurs délégués alors que l'actrice Hilary Duff en sera également productrice. En juin 2021, Pamela Fryman rejoint la série comme productrice déléguée et réalisatrice du pilote. La diffusion est alors annoncée pour le 18 janvier 2022.
Le 15 février 2022, un peu moins d'un mois après le début de la diffusion de la première saison aux États-Unis, Hulu annonce le renouvellement de la série pour une seconde saison de vingt épisodes, pour la saison télévisuelle 2022-2023.
Le 1er septembre 2023, la série est annulée.

### Attribution des rôles
Peu après la confirmation du projet de spin-off, Hilary Duff est annoncée dans le rôle principal. En juin 2021, Chris Lowell obtient le rôle masculin principal. En août 2021, Francia Raisa, Tom Ainsley, Tien Tran ou encore Suraj Sharma sont annoncés dans des rôles majeurs et Brandon Micheal Hall dans un rôle récurrent,. Cependant, Brandon Micheal Hall quitte finalement la série quelques semaines plus tard, pris par d'autres projets, et est remplacé par Daniel Augustin. Josh Peck et Ashley Reyes obtiennent peu après des rôles récurrents.
En novembre 2021, Kim Cattrall est choisie dans un rôle récurrent, celui de la version plus âgée de Sophie, incarnée plus jeune par Hillary Duff.

### Tournage
Le tournage de la première saison débute le 31 août 2021. Il se déroule à Los Angeles.

## Épisodes

### Première saison (2022)
Composée de dix épisodes, elle est mise en ligne à partir du 18 janvier 2022 sur Hulu au rythme d'un épisode par semaine, à l'exception des deux premiers épisodes diffusés le même jour. Au Canada et dans les pays francophones, elle sera diffusée à partir du 11 mai 2022 sur Disney+.
1. Pilote (Pilot)
2. Le FOMO (FOMO)
3. L'Entremetteuse (The Fixer)
4. La Terrible Trentaine (Dirty Thirty)
5. Ma mère, cette ado (The Good Mom)
6. Stacey (Stacey)
7. La Bat-Mitzvah (Rivka Rebel)
8. La Photo parfaite (The Perfect Shot)
9. Jay Street (Jay Street)
10. Le timing est essentiel (Timing Is Everything)

### Deuxième saison (2023)
Elle est diffusée depuis le 24 janvier 2023.
1. Décontract et Relax (Cool and Chill)
2. La Crise de la sage-femme (Midwife Crisis)
3. Le Bouton redémarrer (The Reset Button)
4. Le Retour d'une vieille amie (Pathetic Deirdre)
5. À la vie, à la mort (Ride or Die)
6. Thérapie universelle (Universal Therapy)
7. Valentina et sa journée épouvantablement terrible et affreuse (A Terrible, Horrible, No Good, Very Bad Valentine's Day)
8. La Récompense (Rewardishment)
9. Le Protocole de bienvenue (The Welcome Protocol)
10. L'amour n'a pas d'âge (I'm His Swish)
11. Papa (Daddy)
12. Pas comme Mamma Mia ! (Not a Mamma Mia)
13. Affaires de famille (Family Business)
14. Rupture de fiançailles (Disengagement Party)
15. Femmes d’affaires (Working Girls)
16. La Filière du New Jersey (The Jersey Connection)
17. Détox numérique (Out of Sync)
18. Le Piège à parents (Parent Trap)
19. La Troublante Parker (Shady Parker)
20. Pas de panique, c’est un ouragan (Okay Fine, It's a Hurricane)

## Réception
La série a reçu un accueil quelque peu mitigé lors de la mise en ligne des premiers épisodes. Le site agrégateur de critiques Rotten Tomatoes reporte seulement 32 % de critiques positives de la part des critiques, et 69 % de critiques positives de la part du public, pour une moyenne de 4,7/10 (par comparaison, le score de la série-mère par le même site s'élève à 84 %). Metacritic, de son côté, reporte un score de 49/100 basé sur 16 critiques pour la première saison de la série.